# Erinaceus amurensis
Erinaceus amurensis é uma espécie de insetívoro da família Erinaceidae. Pode ser encontrado na Sibéria, Coreias e China.